# Robert Stolz

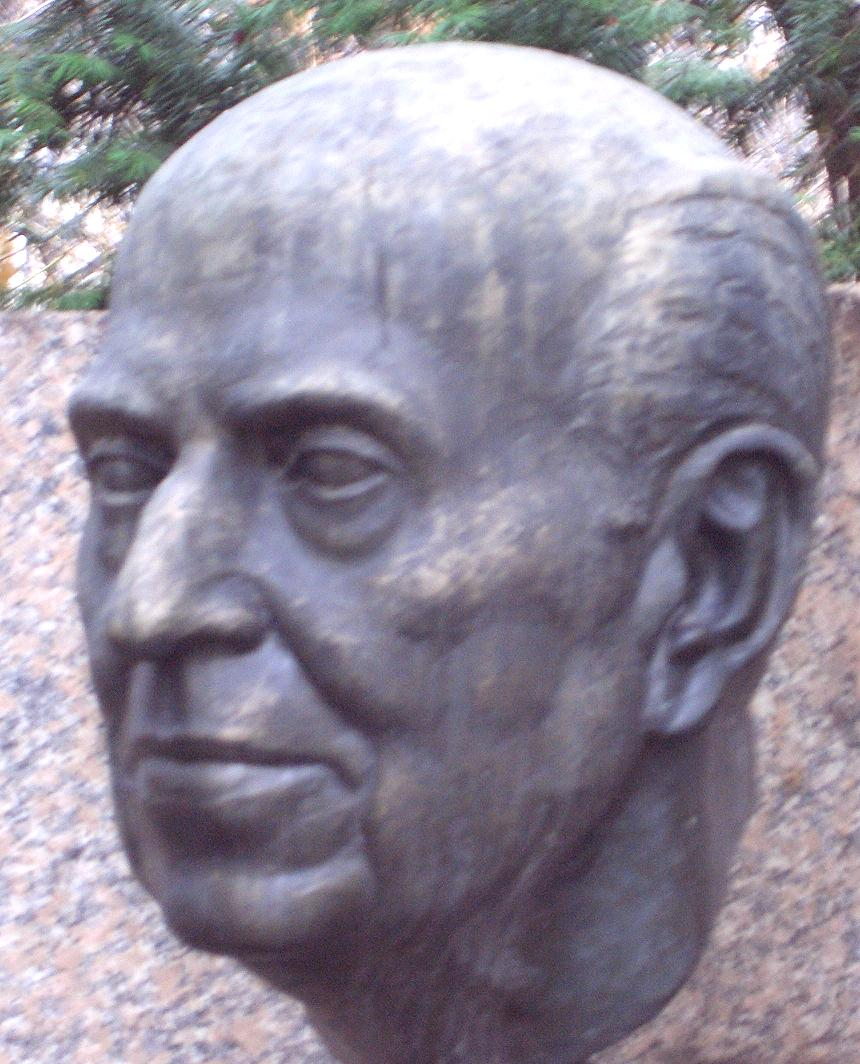
Robert-Stolz-byst

Robert Elizabeth Stolz, född 25 augusti 1880 i Graz i Österrike, död 27 juni 1975 i Berlin i Tyskland, var en österrikisk tonsättare och dirigent.

## Biografi
Robert Stolz växte upp i Graz som yngst av tolv barn till Jakob, rektor för allmänna musikskolan i Graz, och Ida Stolz (född Bondy), pianist och musiklärare. Den unge Robert befanns ha musikalisk begåvning och utexaminerades vid 16 års ålder 1896 från Musikkonservatoriet i Wien, där han studerat för bland andra Robert Fuchs och Engelbert Humperdinck. En anställning som assisterande repetitionsdirigent vid teatern i Graz två år senare ledde honom in i musikteaterns värld. 1899 blev han teaterdirigent i Marburg och efter ett drygt år som inkallad militär teaterdirigent i Salzburg 1902.
Stolz skrev över 70 operetter och en opera, de flesta om vanligt folk i enklare miljöer. Mest kända är Der verlorene Walter (1933) och delaktighet i musiken till Värdshuset Vita Hästen (1930). Dessutom komponerade han cirka 1 200 separat utgivna sånger och underhållningsstycken, däribland "UNO-Marsch" för Förenta Nationerna, samt filmmusik.

## Verk

### Scenverk
- 1901 – Studentenulke
- 1903 – Schön Lorchen
- 1906 – Manöverliebe
- 1908 – Die lustigen Weiber von Wien
- 1909 – Die Commandeuse
- 1910 – Grand Hotel Excelsior
- 1910 – Das Glücksmädel
- 1911 – Der Minenkönig
- 1911 – Die eiserne Jungfrau
- 1913 – Du liebes Wien
- 1914 – Das Lumperl
- 1916 – Der Favorit
- 1920 – Der Tanz ins Glück
- 1920 – Die Rosen der Madonna
- 1920 – Das Sperrsechserl
- 1921 – Kikeriki
- 1921 – Die Tanzgräfin
- 1923 – Mädi
- 1925 – Märchen im Schnee
- 1927 – Eine einzige Nacht
- 1927 – Prinzessin Ti-Ti-Pa
- 1930 – Peppina
- 1932 – Venus in Seide
- 1932 – Wenn die kleinen Veilchen blühen
- 1933 – Zwei Herzen im Dreivierteltakt
- 1934 – Himmelblaue Träume (Grüezi)
- 1936 – Rise and Shine
- 1937 – Die Reise um die Erde in 80 Minuten
- 1937 – Der süßeste Schwindel der Welt
- 1938 – Balalaïka
- 1941 – Night of Love UA 17.
- 1945 – Mr.Strauss goes to Boston
- 1946 – Schicksal mit Musik
- 1947 – Drei von der Donau
- 1948 – Ein Lied aus der Vorstadt
- 1949 – Fest in Casablanca
- 1949 – Frühling im Prater
- 1950 – Karneval in Wien
- 1951 – Das Glücksrezept
- 1951 – Rainbow Square
- 1953 – Das Spiel vom lieben Augustin
- 1956 – Kleiner Schwindel in Paris
- 1958 – Wiener Café
- 1960 – Joie de vivre
- 1962 – Trauminsel
- 1963 – Ein schöner Herbst
- 1964 – Frühjahrsparade
- 1969 – Hochzeit am Bodensee
- 1977 – Das Konzert

### Sånger
- Servus Du (29 december 1911) – Text: Benno Vigny
- Wien wird erst schön bei Nacht (1916) – Text: Wilhelm Sterk
- Im Prater blüh'n wieder die Bäume (1916) – Text: Kurt Robitschek
- Das ist der Frühling in Wien – Text: Arthur Rebner
- Du sollst der Kaiser meiner Seele sein. (1916) – Text: Fritz Grünbaum och Wilhelm Sterk
- Hallo, du süsse Klingelfee (1919) – Text: Arthur Rebner
- Salome, schönste Blume des Morgenlands (1920) (orientalisk Foxtrott) – Text: Arthur Rebner
- Dann geh' ich hinaus in den Wienerwald... (1920) (Walzer) – Text: Alfred Grünwald och Robert Blum
- Ich will deine Kameradin sein (1930) – Text: Walter Reisch
- Die ganze Welt ist himmelblau – Text: Robert Gilbert
- Mein Liebeslied muß ein Walzer sein – Text: Robert Gilbert
- Zwei Herzen im Dreivierteltakt (1930) – Text: Walter Reisch
- Das Lied ist aus (Frag nicht warum ich gehe) (1930) – Text: Walter Reisch
- Wiener-Café Walzer
- Adieu, mein kleiner Gardeoffizier (1930) – Text: Walter Reisch
- Ich liebe dich
- Vor meinem Vaterhaus steht eine Linde (1934) – Text: Bruno Hardt-Warden
- Auf der Heide blüh'n die letzten Rosen (1935) – Text: Bruno Balz
- Ob blond, ob braun, ich liebe alle Frau'n – Text: Ernst Marischka
- Es blüht eine Rose zur Weihnachtszeit (1967) – Text: Kurt Hertha

### Filmmusik
- 1930: Zwei Welten
- 1930: Das Lied ist aus
- 1932: Der Prinz von Arkadien
- 1933: Was Frauen träumen
- 1935: Der Himmel auf Erden
- 1936: Ungeküßt soll man nicht schlafen gehn
- 1940: Spring Parade
- 1944: Es geschah morgen (It Happened Tomorrow)
- 1948: Anni
- 1948: Kleine Melodie aus Wien
- 1948: Rendezvous im Salzkammergut
- 1949: Mein Freund, der nicht nein sagen kann
- 1955: Die Deutschmeister
- 1958: Im Prater blüh’n wieder die Bäume
- 1960: Das Spiel vom lieben Augustin

### Orkesterverk
- UNO-Marsch, op. 1275